# Suède-Norvège
Pour des articles plus généraux, voir Histoire de la Norvège et Histoire de la Suède.
Cet article concerne l'union personnelle entre la Suède et la Norvège de 1814 à 1905. Pour les relations entre les deux pays, voir Relations entre la Norvège et la Suède. Pour la frontière entre les deux pays, voir Frontière entre la Norvège et la Suède.
 (septembre 2016).
4 novembre 1814 – 26 octobre 1905
(90 ans, 11 mois et 22 jours)
Entités précédentes :
- Royaume de Suède
- Danemark-Norvège
- Royaume de Norvège

Entités suivantes :
- Royaume de Suède
- Royaume de Norvège

L'Union entre la Suède et la Norvège (en suédois : Svensk-norska unionen, en norvégien : Den svensk-norske union), officiellement les royaumes unis de Suède et de Norvège (en suédois : Förenade konungarikena Sverige och Norge, en norvégien : De forenede Kongeriger Norge og Sverige), couramment appelée Suède-Norvège, est une union personnelle des royaumes de Suède et de Norvège entre 1814 et 1905.
L'Union est mise en place par le traité de Kiel par lequel le Danemark cède la Norvège à la Suède. Cependant, les Norvégiens déclarent leur indépendance ; il s'ensuit une courte guerre qui aboutit à la convention de Moss durant laquelle la Norvège accepte l'union, mais conserve sa Constitution et son administration.

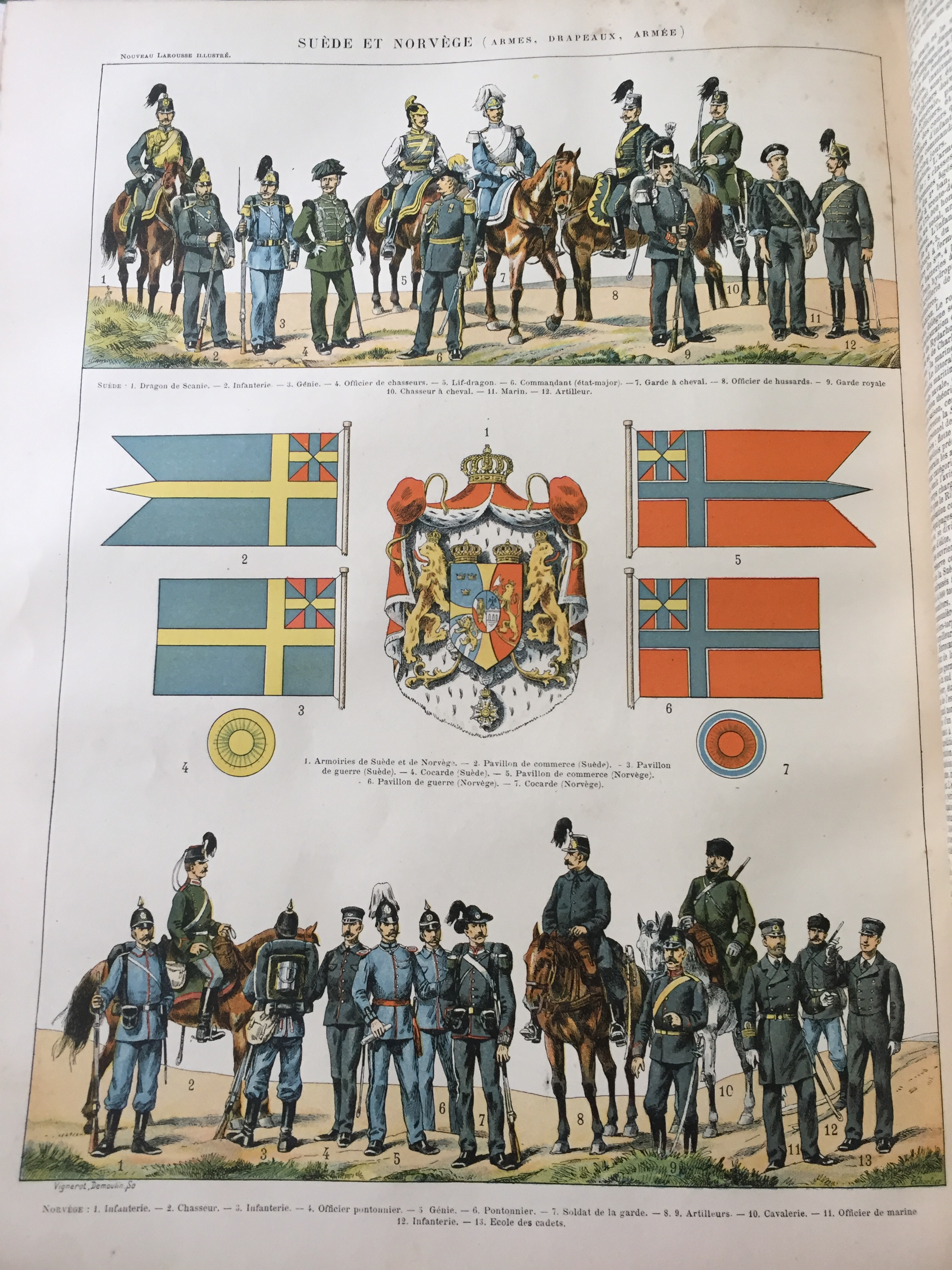
Les armes, les drapeaux et l’armée de la Suède-Norvège.

## Contexte historique

### La perte de la Finlande
En 1810, le roi de Suède Charles XIII n'a plus d'héritier à la suite du décès du prince Charles-Auguste : avec l'assentiment de la Diète de Suède, il choisit comme successeur Jean-Baptiste Bernadotte, maréchal de Napoléon et parent par alliance de ce dernier, qui a laissé une réputation favorable comme chef militaire et comme gouverneur du Hanovre et de Hambourg. Le nouveau prince royal est adopté sous le nom de Charles Jean.
La Suède, engagée dans les guerres napoléoniennes, vient de perdre la Finlande face à l'Empire russe. Choisi pour succéder à Charles XIII, Bernadotte s’aperçoit vite qu'il est vain de penser à reconquérir la Finlande, et qu'il serait plus avantageux pour la Suède de chercher un dédommagement en Norvège. Il voit ce pays dans les frontières naturelles de la péninsule scandinave, comme un « pays dont la position géographique semble indiquer que la nature elle-même l'a destiné à faire un jour partie intégrante du royaume de Suède » (Lettre de Bernadotte à l'envoyé suédois à Saint-Pétersbourg datée de mars 1812).

### Rupture avec la France et alliance avec la Russie
Napoléon, qui veut abattre économiquement le Royaume-Uni pour le convaincre de signer la paix puisqu'il ne peut plus l'envahir après la désastreuse bataille de Trafalgar, impose alors à toutes les nations européennes l’arrêt des échanges commerciaux avec la Grande-Bretagne. Mais les échanges anglo-suédois continuent malgré le blocus, ce qui l'oblige à menacer la Suède de représailles si elle continue d'accueillir des navires anglais dans ses ports. En janvier 1812, devant la désobéissance de la Suède, il met ses menaces à exécution et donne des ordres aux troupes du maréchal Davout pour occuper la Poméranie suédoise, vestige de l'empire de Charles XII perdu en 1721 à la fin de la désastreuse grande guerre du Nord. L'alliance qui avait été esquissée entre la France et la Suède grâce à l'élection de Bernadotte, maréchal de Napoléon Ier comme futur roi de Suède est abandonnée. La garnison suédoise, stationnée en Poméranie, est faite prisonnière. L'agression est suffisante pour convaincre le gouvernement suédois et l'opinion publique de rompre avec la France.
Mais, on ne pouvait pas rompre avec Napoléon tout en étant en mauvais termes avec la Russie et le Royaume-Uni ; s'engager trop tôt, c'eût été faire les frais d'un nouveau traité de Tilsit, où la Suède avait perdu la Finlande. Deux missions diplomatiques furent donc lancées, l'une à Londres pour obtenir la paix et le soutien du Royaume-Uni, l'autre à Saint-Pétersbourg. Cette dernière était de loin la plus importante : il fallait obtenir de la Russie qu'elle se prononce pour le rattachement de la Norvège à la Suède. De son côté, la Suède renoncerait définitivement à la Finlande et apporterait ensuite des contingents qui, associés aux troupes russes, pourraient faire diversion sur les arrières de l'armée napoléonienne.
Dans l'immédiat, le Conseil de Gouvernement des 21 et 24 février 1812 se contente d'affirmer une politique de neutralité. Mais le 5 avril, la diplomatie suédoise remporte un succès ; par le traité de Saint-Pétersbourg, Alexandre Ier sentant venir le grand affrontement avec la France, donnait les satisfactions qu'attendaient les Suédois. Le traité de Saint-Pétersbourg prévoyait en effet que les Suédois pourraient annexer la Norvège et, ensuite seulement, participer à l'opération de diversion contre Napoléon en Allemagne avec un corps de 30 000 hommes ; quant au roi de Danemark-Norvège, Frédéric VI, il obtiendrait en compensation des territoires en Allemagne s'il s'associait à cette alliance, dans le cas contraire on devrait le traiter en ennemi et il serait attaqué. C'est sur ce traité qu'allait se construire la politique de Bernadotte. Le traité signé avec le Royaume-Uni à Örebro le 18 juillet 1812 fut en revanche décevant par rapport aux attentes : un simple traité de paix, sans engagement quant à la Norvège et peu de choses quant aux subsides. La nouvelle politique extérieure suédoise nécessitant de lourds besoins financiers, le Riksdag fut convoqué à Örebro au début d'avril 1812.

### Préparation des opérations
Charles-Jean, qui avait fait une longue carrière au mérite pendant les guerres de la Révolution et de l'Empire, est persuadé qu'il faut rénover l'armée en s'inspirant des mesures en vigueur en France, et notamment de la conscription. L'ancienne organisation militaire, avec ses troupes cantonnées à la charge de propriétaires terriens, même si elle avait fait l'objet de modifications, demandait à être profondément rénovée en ce début du XIXe siècle. De plus, la Suède n'était alors pas la seule à réformer ses armées ; la Prusse, l'Autriche et la Russie réformaient leurs armées en profondeur à la suite des cuisantes défaites qui leur avaient été infligées par Napoléon. Le gouvernement réussit donc à introduire la conscription dans l'armée suédoise sans résistance d'aucun des cadres de l'armée. Désormais, un service militaire obligatoire de l'âge de 20 à 25 ans permettrait de lever toutes les recrues nécessaires dès que l'ancienne armée ne suffirait plus. Par quelques mesures radicales (annulation des dettes extérieures) on parvint à assainir provisoirement les finances et le budget put être rétabli, sans nouvelles charges fiscales. La politique extérieure de neutralité fut approuvée et il ne semble pas que le Riksdag fut informé des négociations en cours avec la Russie et le Royaume-Uni. Des amendements restreignant la liberté de la presse, en particulier pour des raisons de sécurité, furent adoptés. Toutefois, Charles-Jean renonça à une révision complète de la Constitution à laquelle il semblait avoir songé. Le Riksdag d'Octobre fut cependant pour l'essentiel un grand succès pour lui.
Lorsque, à la suite du refus du tsar de cesser les échanges commerciaux avec le Royaume-Uni, Napoléon lança la campagne de Russie, le plan mis en place par Alexandre Ier et Charles-Jean s'écroula. En effet, le rapide repli des armées russes, conseillé par Koutouzov, jusque devant Moscou rendait bien aléatoire l'ancien projet de diversion commune en Allemagne du Nord. Charles-Jean et Alexandre Ier se rencontrèrent donc à Åbo (Turku) en Finlande, le 27 août 1812, pour y renégocier les termes du traité. Pour Alexandre, les contingents suédois, au lieu d'aller menacer les possessions de Frédéric VI, roi du Danemark — à savoir la Norvège — devraient être envoyés dans les provinces baltes ; du côté du prince-héritier suédois, Bernadotte, on n'avait pas totalement renoncé à la Finlande qu'on voulait monnayer pour le prix d'une aide militaire à la Russie envahie. Finalement, la rencontre se termina sur une convention additionnelle au traité de Saint-Pétersbourg par laquelle on s'accordait sur le fait qu'un corps expéditionnaire de 25 000 soldats russes serait d'abord engagé dans la région de Riga. Cette clause signifiait que la Suède devrait se débrouiller seule pour s'emparer de la Norvège car « jamais plus il ne fut possible d'envoyer des troupes dans le Sud de la Suède » ; de plus, le tsar de Russie ne voulait et ne pouvait se permettre de froisser François Ier d’Autriche qui s'était déclaré pour le maintien de la Norvège dans les possessions de la Couronne danoise.

### Déroulement des opérations
Les relations avec le Royaume-Uni s'améliorent. Par le traité d'alliance de Stockholm le 3 mars 1813, la Suède obtient d'importants subsides et la cession de la Guadeloupe que le Royaume-Uni venait de prendre à la France ; le Royaume-Uni admet aussi les revendications suédoises sur la Norvège. À la fin d'avril 1813, Bernadotte débarque en Poméranie et prend le commandement de l'Armée du Nord, l'armée suédoise formant un corps d'armée à côté des gros contingents fournis par l'armée prussienne et l'armée impériale russe de Frédéric-Guillaume III de Prusse et Alexandre Ier de Russie. Forte de 150 000 hommes, cette armée permet, avec la bataille de Gross-Beeren, de dégager la capitale prussienne ; elle intervint aussi à la bataille de Leipzig. Ensuite, l'Armée du Nord reçoit l'ordre de marcher sur la Hollande ; Bernadotte, peu soucieux de participer à l'invasion de la France, obtient l'accord du tsar pour régler d'abord la question de la Norvège : le 7 décembre, il entre au Danemark, écrase les Danois à la bataille de Bornhoft et s'empare de Lübeck. Le Danemark, à genoux, n'a plus qu'à demander des pourparlers de paix ; le 14 janvier 1814, les deux parties aboutissent au traité de Kiel qui récompense l'obstination de Bernadotte. Frédéric VI, roi de Danemark et Norvège, renonce en faveur du roi de Suède à tous ses droits sur la Norvège - sauf les anciennes possessions norvégiennes des îles Féroé, du Groenland et de l'Islande – et reçoit en compensation la Poméranie suédoise, l'île de Rügen comprise. La Norvège n'est pas intégrée au royaume de Suède mais unie à celui-ci par une union personnelle.

## Histoire

### Fondation de l'Union
L'instauration de cette union suit le traité de Kiel signé le 14 janvier 1814 dans lequel le royaume de Danemark-Norvège, perdant des guerres napoléoniennes, s'engage à céder la Norvège au roi Charles XIII de Suède. S'ensuit une tentative d'indépendance de la Norvège avec la désignation du prince héritier Christian Frédéric du Danemark et de la Norvège comme régent, l'élection d'une assemblée constituante le 10 mai, assemblée qui adopte une monarchie constitutionnelle le 17 mai et élit le régent comme roi sous le nom de Christian Frédéric. C'est le premier monarque de l'État de Norvège dans les temps modernes. Une campagne militaire de la Suède contre la Norvège la même année se conclut par la convention de Moss le 14 août : la Norvège conserve son statut de royaume et sa constitution démocratique mais est contrainte d'entrer en union personnelle avec la Suède, c'est-à-dire que les royaumes partagent le même souverain.
Le royaume de Suède devenait donc partie des royaumes unis de Suède et Norvège, dont la frontière occidentale à l'Atlantique leur garantissait des facilités en matière de défense et de sécurité. Même si bien des Suédois avaient la nostalgie de la Finlande, il est indiscutable que la Suède compensait sa perte de manière satisfaisante par l'union avec la Norvège.
Le 4 novembre 1814, Charles XIII était élu roi de Norvège par le Storting, le parlement norvégien. Ses pouvoirs étaient limités par la Constitution d'Eidsvoll.

### Dissolution
Le Storting (parlement) et le Gouvernement norvégien défendaient avec fermeté l'indépendance du royaume et rejetaient toutes les tentatives du roi commun d'établir une union plus proche entre les deux pays. En 1821, ils introduisaient un pavillon norvégien pour la flotte de commerce norvégienne, qui devint progressivement la troisième du monde. Du point de vue démographique, la Norvège comptait 2,2 millions d'habitants en 1900, malgré l'émigration de plus de 800 000 Norvégiens aux États-Unis. Le chemin de fer, l'industrie textile et surtout les industries de transformation du bois (papier, cellulose) bouleversèrent l'économie du pays. Un prolétariat urbain apparut, pour lequel furent votées les lois sociales.
En 1884, la gauche (Venstre) obtint la majorité au Parlement, forçant Oscar II, le roi de Suède et de Norvège, à nommer Johan Sverdrup Premier ministre ; il dut en outre se soumettre au système parlementaire en Norvège. Le début du XXe siècle fut marqué par des relations tendues avec la Suède du fait du refus d’Oscar II d'accepter une représentation norvégienne à l'étranger[Quand ?]. Ce refus entraîna la dissolution unilatérale de l'Union le 7 juin 1905, reconnue par la Suède en octobre, et l'avènement d'un prince danois qui prit le nom de Haakon VII de Norvège.

## Symboles

### Drapeaux

Drapeau de l'Union (1818-1844).
Drapeau d'État et pavillon de l'Union (1815-1844).
Drapeau de la Norvège au sein de l'Union (à partir de 1844).
Drapeau d'État et pavillon de la Norvège au sein de l'Union (à partir de 1844).
Drapeau de la Suède au sein de l'Union (à partir de 1844).
Drapeau d'État et pavillon de la Suède au sein de l'Union (à partir de 1844).

### Héraldique
L'Union ne posséda pas de blason avant la réglementation officielle du 10 juillet 1844 demandée par le roi Oscar Ier de Suède qui coupa le blason en deux parties. Avant cette date l'Union se servait du blason du Roi.

Armoiries du roi Charles XIII de Suède 1814 à 1818.
Armoiries du roi Charles XIV Jean de Suède de 1818 à 1844.
Armoiries officielles de l'Union à partir du 20 juin 1844.